# Гурський Яків Пантелеймонович
Гу́рський Яків Пантелеймонович (4 листопада 1923, Жолдаки Чернігівської губернії, нині Конотопського району Сумської області — 28 лютого 1995, Сірак'юс, штат Нью-Йорк, США) — мовознавець. Дійсний член НТШ (1982).

## Біографія
Закінчив педагогічну школу в Конотопі (1941). Після 2-ї світової війни емігрував до США. Здобув ступінь магістра зі славістики в УВУ (Мюнхен, 1950; викладач Ю. Шевельов) та доктора — у Пенсильванському університеті (1957). Викладав у Дікінсонському коледжі (1951–1952); Пенсільванії (1954–1955), Сиракузських (1956–1988; від 1972 — завідувач кафедри слов'янознавства) університетах; а також на курсах українознавства в Гарвардському університеті та в Міжнародній школі україністики НАН України (Київ, 1991–1993). Був головою мовознавчої секції НТШ у США, віце-президентом УВАН. Досліджував українську антропоніміку, зокрема особливості козацьких прізвищ 17 століття, та мову текстів 16 століття. Редактор і упорядник низки наукових збірників, зокрема на пошану Григорія Китастого (1980) та присвячених професору Ю. Шевельову («Annals of the Ukrainian Academy of Arts and Sciences in the United States», 1985, vol. 15), автор мовознавчих статей у 3—5 томах п'ятитомної «Encyclopedia of Ukraine» (Toronto, Buffalo; London, 1984–1993). Співавтор видання «Simbolae in honorem Georgii Y. Shevelov» (Munich, 1971). Працював над укладанням македонсько-українського словника, брав участь у роботі правописної комісії НАН України. Член наукової комісії українських студій у Гарвардському університеті, дорадник у написанні підручників з української мови в Університеті штат Огайо.